# Distrito de Delhi sur
Delhi sur es un distrito administrativo del territorio de la capital nacional de Delhi en India con sede en Saketa. Administrativamente, el distrito está dividido en tres subdivisiones, Saketa, Hauz Khas y Mehrauli. Limita con el río Yamuna al este, los distritos de Nueva Delhi al norte, el distrito de Faridabad del estado de Haryana al sureste, el distrito de Gurgaon de Haryana al suroeste y el suroeste de Delhi al oeste. Código ISO: IN.DL.SD.
El área también alberga monumentos históricos y tiene fácil acceso al metro de Delhi, lo que la convierte en un lugar preferido para muchos visitantes de la India y visitantes nacionales de clase media de otros estados de la India. La zona atrae a turistas jóvenes con numerosos albergues y cafeterías de moda.

## Geografía
Comprende una superficie de 250 km². El sur de Delhi tiene tres divisiones administrativas Hauz Khas, Mehrauli y Saketa. El centro administrativo se encuentra en Saketa.
El sur de Delhi es una amplia zona de la ciudad de Delhi y contiene muchos lugares importantes. De las once "ciudades históricas" de Delhi, tres, a saber. Qila Rai Pithora, Mehrauli y Siri (incluido Hauz Khas) caen en el distrito del sur de Delhi. Jahaz Mahal, Zafar Mahal, el complejo Hauz Khas, Bijay Mandal, Qutub Minar, el parque arqueológico de Mehrauli y la tumba de Safdarjung comprenden algunos de los sitios patrimoniales más pintorescos del sur de Delhi.
Cuenta con varios parques verdes, santuarios de vida silvestre, parques de biodiversidad y cinturones verdes. Deer Park y Rose Garden en Hauz Khas, Asola Wildlife Sanctuary cerca de la frontera sur de Delhi en las estribaciones de Aravallis son algunos ejemplos. Muchos mercados de renombre de Delhi, como Sarojini Nagar Market , Green Park Market, etc., y centros comerciales como DLF , MGF Metropolitan, Select Citywalk, Malviya Nagar , etc., se encuentran en el distrito sur de Delhi.
La división que se muestra en el mapa tiene sólo importancia administrativa, ya que para el ciudadano común, Delhi tiene, en términos generales, una forma vagamente anular y tiene cinco regiones: norte, oeste, sur, este y centro.

## Demografía
Según censo 2011 el sur de Delhi tiene una población de 2.731.929 y una superficie de 250 kilómetros cuadrados, con una densidad de población de 9.034 personas por km 2, aproximadamente igual a la nación de Jamaica.

## Educación
El Instituto Indio de Tecnología de Delhi, el Instituto Panindio de Ciencias Médicas y el Instituto Nacional de Tecnología de la Moda, tres de los principales institutos del país en el campo de la tecnología, la medicina y la moda, respectivamente, se encuentran en la localidad de Hauz Khas en el distrito sur de Delhi. El Instituto Indio de Comercio Exterior de Delhi está ubicado en el área institucional de Qutub en el sur de Delhi. La principal universidad Central, Jamia Millia Islamia, está situada en la zona de Jamia Nagar en el sur de Delhi. Además, Campus Sur de la Universidad de Delhique es una de las universidades más antiguas de la India tiene su campus sur en la región. El campus sur es parte de los cuatro campus direccionales propuestos en Delhi con los campus Este y Oeste actualmente en progreso.